# Maximilian Kraus
Maximilian Kraus (* 1984 in München) ist ein deutscher Schauspieler.

## Leben
Maximilian Kraus absolvierte sein Schauspielstudium von 2008 bis 2013 an der Zürcher Hochschule der Künste (ZHdK), wo er einen Abschluss als «Master of Performing Arts» erwarb. 2011 spielte er am Theater Biel-Solothurn in Gespräche mit Astronauten von Felicia Zeller (Regie: Laura Koerfer). 2013 gastierte er am Luzerner Theater.
Ab der Spielzeit 2013/14 war er bis 2018 war er festes Ensemblemitglied am Theater Neumarkt in Zürich, wo er in über 30 Produktionen, meist in Hauptrollen, das klassische Theaterrepertoire von Goethe, Ibsen, über das Theater der Jahrhundertwende bis zur Moderne spielte. 
Er war dort u. a. als Torvald in Nora. Ein Puppenhaus (Regie: Heike M. Goetze), als Ämilian / Odoaker in Romulus der Große von (Regie: Tom Kühnel) und als Clyde in Bonnie und Clyde (Regie: Wojtek Klemm) zu sehen. Zu seinen weiteren Produktionen am Theater Neumarkt gehörten u. a. Hundeherz (Regie: Pedro Martins Beja), der Solo-Abend Falco – Out of the Dark mit Musik von Falco (Regie: Johann Kuihtan), das Brecht-Stück Herr Puntila und sein Knecht Matti (Regie: Peter Kastenmüller), sowie die Titelrollen in Faust (Regie: Tom Schneider) und Candide (Regie: Simone Blattner).
In der Spielzeit 2017/18 spielte Maximilian Kraus am Theater Neumarkt den Korowjew in Bulgakows Meister und Margarita (Regie: Peter Kastenmüller) und den Suffolk in THE GREAT TRAGEDY OF FEMALE POWER (Regie: Pınar Karabulut). In der Spielzeit 2018/19 gehörte er zur Besetzung der Uraufführung von Robert Menasses Bühnenadaption Die Hauptstadt (Regie: Tom Kühnel).
In der Spielzeit 2019/20 gastierte er am Theater Basel in der Uraufführung des Theaterstücks Hundert Jahre weinen oder hundert Bomben werfen von Darja Stocker und in der Uraufführung des Schauspiels Wiederauferstehung der Vögel von Thiemo Strutzenberger.
Im Sommer 2020 spielte er am See-Burgtheater Kreuzlingen den Malvolio in Was ihr wollt.
Weitere Theaterengagements hatte er am «Theater Central» in Uster, am Theater Winkelwiese in Zürich und beim Theater Kanton Zürich.
Neben seiner Theaterarbeit übernahm Kraus gelegentlich Film- und Fernsehrollen. In der österreichisch-deutschen Fernsehserie Totenfrau (2022) spielte er, an der Seite von Anna Maria Mühe, den Polizisten Mark Thaler, den getöteten Ehemann der Bestattungsunternehmerin Brünhilde Blum. Im Rostocker Polizeiruf 110: Daniel A. (2023) war er als Ehemann einer verheirateten Frau (Alina Stiegler), die sich zu einem Transmann hingezogen fühlt, zu sehen.
Maximilian Kraus lebt in Zürich.

## Filmografie
- 2014: Komm doch nach (Mittellanger Spielfilm)
- 2019: Dynastie Knie – 100 Jahre Nationalcircus (Dokumentarfilm)
- 2020: Das Leben ist kein Kindergarten (Fernsehreihe)
- 2022: Totenfrau (Fernsehserie)
- 2023: Polizeiruf 110: Daniel A. (Fernsehreihe)